# Laurids Schøler
Laurids Sommer Schøler (også Laurits) (24. juni 1805 i Hammel Sogn – 26. oktober 1875 sammesteds) var en dansk gårdejer og politiker, bror til P.C. og Vilhelm Schøler.
Han var søn af skolelærer Nicolaj Peter Schøler (1772-) og Margrethe Sommer (1774-), lærte landvæsen på Sindinggård ved Herning 1823-24, blev bestyrer af Kideris Mølle, ladefoged på Vilhelmsborg 1826 og bestyrer af Jernit og ladefoged på Frijsendal året efter, men fæstede fra 1830 en af Frijsenborgs gårde ved Hammel og blev ejer af den fra 1853 og indtil kort før sin død, da han overlod den til en af sine sønner. Laurids Schøler var medlem af sogneforstanderskabet 1842-47, medstifter af Geert Winthers brandforsikring 1851 samt distriktskommissær og næstformand indtil 1857.
21. september 1850 blev han ved et suppleringsvalg valgt i Skanderborgkredsen til Folketinget, hvor han repræsenterede Bondevennernes Selskab. Han var med i et femtenmandsudvalg, som var med til at revidere 3. udkast af Fællesforfatningen. Han genvalgtes, som regel ved kåring, indtil 4. juni 1866, da han overlod pladsen til landmåler Reinhold Jensen. Da denne i 1868 udtrådte af tinget, stillede Schøler op ved et suppleringsvalg, men blev ikke valgt, ligesom han heller ikke havde held med sig i Skjoldelevkredsen, hvor han i 1869 søgte at fortrænge højskoleforstanderen E.M. Rotwitt. Schøler repræsenterede også Skanderborgkredsen i Rigsrådets Folketing 1864-66, og 1. oktober 1870 blev han valgt til Landstinget i 10. landstingskreds, men døde i 1875 inden udløbet af sin valgperiode. I Landstinget hørte han til Venstre centrum under Carl Plougs ledelse.
Schøler huskes nok primært i dag på grund af sin modstand mod den første danske lov mod børnearbejde (Fabriksloven), der blev vedtaget i 1873. Han udtalte ved behandlingen af lovforslaget: "Jeg frygter for, at man vilde risikere at bidrage til at gjøre mange af disse unge Mennesker til Søvnetryner og Dagdrivere. Det er en underlig Medlidenhed, man synes at have med kraftige Børn og unge Mennesker; jeg anser det netop heldigst for Børn, at de, saasnart de kunde begynde at arbejde, vænnes til at staa op om Morgenen og saa begynde at arbejde."
Han var gift med Mette Marie Nielsdatter (1793 i Tvilum Sogn – ?). Han døde som enkemand.